# Escuela de Antropología e Historia del Norte de México
Escuela de Antropología e Historia del Norte de México (fundada como ENAH-Unidad Chihuahua, el 12 de enero de 1990 en Chihuahua, México) es una institución púbica de educación superior del Instituto Nacional de Antropología e Historia (INAH), la cual tiene como objetivo la formación de capital humano en las diversas ramas de las ciencias antropológicas, como en el arqueología, antropología social, lingüística antropológica y antropología física con un enfoque especializada en la región norte de México.

## Historia
A finales de la década de los ochenta empieza a conformarse un intereses por formar profesionales en las ciencias antropológicas enfocadas en la región norte de México, esto debido a la falta de investigaciones realizadas en esa zona del país, para ello Juan Luis Sariego entre otros académicos como son  Lourdes Pérez, Víctor Quintana, Luis Reygadas, Margarita Urías y Augusto Urteaga de formación antropológica empiezan a conformar una idea para conformar una institución educativa en el norte de México, para ello se pensaba en la implementan de una carrera en antropología en la facultad de filosofía de la Universidad Autónoma de Chihuahua, proyecto que fue rechazado, después se buscó apoyo de la UACJ la cual lo ofreció, sin embargo más tarde se conforma la una carrera más de la Escuela Nacional de Antropología e Historia (ENAH) con sede en Chihuahua, siendo totalmente dependiente de las decisiones de dicha institución. Más tarde en el año 2012 se busca formar una institución con mayor autonomía para lo cual se conforma la actualmente denominada EAHNM abriendo 4 licenciaturas en las distintas ramas que conforman las ciencias antropológicas.
Actualmente la escuela cuenta con una extensión ubicada en el poblado de Creel en el municipio de Bocoyna, además de pertenecer al programa de cátedras CONACYT con 3 espacios de este tipo, cuenta con académicos de amplia trayectoria, muchos de ellos con reconocimiento de carácter estatal así como nacional, así como egresados con premios en el ámbito de las ciencias sociales.

## Biblioteca
La biblioteca cuenta con uno de los mayores acervos académicos del norte de México, anteriormente llamada Guillermo Bonfil Batalla, quien fue un antropólogo mexicano altamente reconocido, en el año 2018 se le cambio el nombre en honor a uno de los miembros fundadores, y reconocido antropólogo quien impulso el estudio del norte, Juan Luis Sariego

## Centro de Fondos Documentales
Centro de Fondos Documentales; -A partir del año 2001 funciona en nuestra institución un espacio encargado de la salvaguarda de documentos con valor histórico y cultural, para su uso público y especializado, siendo esta una de las labores de preservación del patrimonio documental regional, de las actividades académicas de nuestro centro escolar y de apoyo a las tareas sustantivas de diversas instituciones e investigadores ya que es un instrumento para el acceso a fuentes primarias-

## Carreras profesionales

### Licenciaturas
- Licenciatura en Antropología Social
- Licenciatura en Antropología física
- Licenciatura en Arqueología
- Licenciatura en Lingüística Antropológica

### Posgrados
- Maestría en Antropología Social
- Maestría en Antropología física

- Doctorado en Antropología Social

## Eventos académicos
- FESLA

El Foro de Estudiantes de Lingüística y Antropología es realizado anualmente por miembros estudiantiles de todas las disciplinas, evento que busca fomentar la divulgación de los avances que tienen los estudiantes tanto de nivel nacional como internacional en el ámbito de las ciencias sociales o afines.
- Carl Lumholtz

Evento académico de carácter internacional en el que el año 2017 la EAHNM fue sede.
- Congreso de Pintura Rupestre

## Extensión Creel
La extensión Creel se encuentra ubicada en la localidad de Creel en el municipio de Bocoyna en dicha extensión se imparte la licenciatura en Antropología Social al igual que el tronco común.

## Investigación
La EAHNM cuenta con diversas líneas de investigación que abordan desde distintas perspectivas el fenómeno humano
- Antropología Cognitiva
- Trabajo

## Academia
Está conformada por cuatro, cada una relacionada con la especialidades antropológicas impartidas.

## Publicaciones
- Expedicionario. (Publicación periódica)
- Evadir la Línea (Libro)
- Ser ranchero y católico (Libro)
- El espacio con-sentido (Libro)
- La sierra tarahumara travesías y pensares (Libro)

## Personajes destacados
Kiriaki Orpinel
Juan Luis Sariego
Enrique Servín Herrera
Raúl García Flores